# میرآباد (مرگور)
میرآباد روستایی در دهستان مرگور بخش سیلوانه شهرستان ارومیه استان آذربایجان غربی ایران است.

## جمعیت
بر پایه سرشماری عمومی نفوس و مسکن در سال ۱۳۹۵ جمعیت این روستا ۷۱۲ نفر (۱۶۰خانوار) بوده‌است.